# Puska
Puska je naselje u Republici Hrvatskoj u Sisačko-moslavačkoj županiji, u sastavu općine Jasenovac.

## Zemljopis
Puska se nalazi zapadno od Jasenovca, na lijevoj obali rijeke Save, susjedna naselja su Trebež na sjeveru, te Krapje na jugu, Drenov Bok i Plesmo.

## Stanovništvo
Prema popisu stanovništva iz 2001. godine Puska je imala 321 stanovnika.
| broj stanovnika | 789   | 866   | 801   | 832   | 782   | 832   | 804   | 746   | 646   | 566   | 501   | 424   | 449   | 346   | 321   | 293   | 251   |
|                 | 1857. | 1869. | 1880. | 1890. | 1900. | 1910. | 1921. | 1931. | 1948. | 1953. | 1961. | 1971. | 1981. | 1991. | 2001. | 2011. | 2021. |

## Šport
- NK Sava Puska, nogometni klub. (osnovan 1978. godine.)

## Udruge
- Dobrovoljno vatrogasno društvo Puska. (osnovano 1932.godine.)
- Udruga "SRCE" Puska. (osnovana 2016.godine.)